# 橘広相
橘 広相（たちばな の ひろみ）は、平安時代前期の公卿・学者。初名は博覧。橘氏長者、若狭守・橘峯範の次男。官位は正四位上・参議、贈従三位・中納言。

## 経歴
紀伝道を菅原是善に学び、貞観2年（860年）文章生に補せられ、貞観6年（864年）対策に及第する。文章生補任から僅か5年という短期間で対策に及第しており、その学才が窺われる。六位蔵人・右衛門大尉を経て、貞観9年（867年）従五位下に叙爵されると共に、31歳で文章博士に任ぜられる。
貞観10年（868年）博覧から広相に改名する。これは博覧比丘の呼称が舎利弗の別称であったことから、仏菩薩や聖賢の号を名に使用することが適切でないとの格を憚った父・峯範の上奏によるものとされる。
貞観11年（869年）貞明親王が皇太子に立てられるとその東宮学士に任ぜらる。このことから広相は摂政・藤原良房と密な関係にあったと考えられる。貞観12年（870年）民部少輔に任ぜられると、のち左右少弁を歴任するなど、清和朝後半は東宮学士の傍らで実務官僚も務め、この間の貞観15年（873年）従五位上に叙せられている。
この間の貞観13年（871年）太皇太后・藤原順子（仁明天皇妃）の崩御に際して、祖母である太皇太后に対する清和天皇の服喪の形式について疑義が生じて決定できなかったために、儒学者や紀伝道学者たちに対して議論が命じられたが、広相は『養老令』『儀礼』『唐礼』などを根拠に錫紵を5ヶ月間着用して服喪すべき旨を述べている。これは他の学者たちと比べて圧倒的に長期間の服制であり、摂関家の権力確立に大きな役割を果たした藤原順子の重要性を高めることで摂関家におもねろうとした可能性を見るとする指摘もある。また、貞観14年（872年）来日していた渤海大使・楊成規の許に、高階令範と共に派遣されて小宴を催し、詩賦に興じたという。
貞観19年（877年）貞明親王の即位（陽成天皇）に伴って、東宮学士の功労によって二階昇進して正五位上に叙せられ、式部大輔に任ぜられる。さらに同年中に従四位下・蔵人頭に叙任と急速に昇進を果たす。広相は蔵人頭として実務能力を発揮したとみられるが、元慶3年（879年）蔵人頭を2年半ほどで辞任する。辞任の理由は病気と想定される一方で、後任は皇太夫人・藤原高子の推挽があったと想定される在原業平であり、広相は高子と対立する摂政・藤原基経に近しかったことから、何らかの政治的な理由も考えられるが、裏付ける史料はない。
のち、陽成朝では勘解由長官・右大弁を歴任した。
元慶8年（884年）2月の光孝天皇即位後まもなく従四位上に叙せられる。また、同年4月の光孝天皇の読書始で太政大臣左右大臣も参加して『文選』の講読が行われた際に広相は侍読を務め、元慶3年（879年）以来ただ一人文章博士を務めていた菅原道真による欠員補充の要請を受けて、5月に広相が文章博士に再任された。文章博士の再任は事例が少なく（広相以前は嵯峨－淳和朝の菅原清公のみ）、広相が敢えて再度任ぜられた事情は明らかでないが、光孝天皇の側近あるいは顧問的立場で選ばれたとする見方がある。12月には参議に抜擢され、橘氏としては岑継以来約四半世紀振りの議政官への昇任を果たす。また、文章博士を務めたまま参議となったのは史上初めてのことであった。またこの頃、広相は娘の義子を尚侍・藤原淑子を通じて光孝天皇の皇子で臣籍降下した源定省（のち宇多天皇）と結婚させている。光孝朝では文章博士を務めると共に、議政官として左右大弁を兼帯するなど要職を歴任した。

### 阿衡事件
仁和3年（887年）宇多天皇の即位に伴って正四位下に昇叙される。天皇は「朕の博士（広相）は大学者である」と広相を高く評価していた。即位式の後、天皇は藤原基経に対して執政の任に当たるよう命じる詔書を広相に作成させたが、基経はこれを辞退する。天皇は重ねて執政の任につくよう命じた詔書を広相に命じて再度作成させた。しかし文章中に「阿衡の任にあたる」との文字があった。これを文章博士で基経の家司であった藤原佐世は阿衡は位は貴いが具体的な職掌がない官職との意味である旨の主張を行い、それにより基経が一切の政務を放棄してしまう。翌仁和4年（888年）には善淵愛成ら明経博士らが阿衡には職掌がないという佐世の意見を認める答申を行い、広相は佐世らと天皇の御前で議論したが、結論は出なかった。6月2日、基経不在に伴って長期化する政務の停滞に心痛した宇多天皇は、広相が起草した詔勅は自らの意を正しく伝えていないという詔勅を改めて出すこととなった。6月5日、広相は佐世らの意見に反論する5か条の愁文を天皇に送っている。しかし詔勅の誤りを天皇が認めたことによって広相の責任問題が噴出し、6月29日の大祓においては広相以外の公卿がボイコットを行う事態となった。天皇は基経の娘・温子を入内させて融和を図る一方で、広相に対する処罰を回避しようと務めた。しかし10月15日には詔書を作り誤った罪で広相に対する勘文が作成され、広相自身も正式な処分が下るまでの間逼塞に追い込まれている。10月27日、基経から広相に対する処分は考えていないという手紙が届き、自体が収拾されたと考えた天皇は広相を呼び出し、勘文は優詔によって無効となり、逼塞は解かれることとなった。一方で菅原道真が基経を諫める書状を11月に書いたことから、翌月にも広相への風当たりはなおも強かったという見解もある。
寛平2年（890年）5月16日に卒去。最終官位は参議正四位上兼行左大弁。同日従三位・中納言が追贈された。

## 逸話
早熟で、9歳にして童殿上の際に漢詩を詠んだという。

## 官歴
注記のないものは『日本三代実録』による。
- 貞観2年（860年） 4月26日：文章生[20]
- 時期不詳：文章得業生[21]
- 貞観5年（863年） 2月10日：越前権少掾[5]
- 貞観6年（864年） 4月：六位蔵人[5]。8月8日：対策及第[5]
- 貞観8年（866年） 正月13日：右衛門大尉[5]
- 貞観9年（867年） 正月7日：従五位下。2月11日：文章博士
- 貞観10年（868年） 10月11日：博覧から広相に改名
- 貞観11年（869年） 2月1日：東宮学士（貞明親王立太子）
- 貞観12年（870年） 2月14日：民部少輔、春宮学士如元。12月29日：次侍従
- 貞観15年（873年） 正月7日：従五位上[5]
- 貞観16年（874年） 2月29日：右少弁、春宮学士如元[5]
- 貞観17年（875年） 10月24日：東大寺俗別当[22]
- 貞観18年（876年） 正月14日：左少弁、春宮学士如元[5]。12月26日：兼美濃権守
- 貞観19年（877年） 正月3日：正五位上（越階、学士功労）。正月15日：式部大輔、美濃権守如元。2月：蔵人頭[5]。11月21日：従四位下
- 元慶3年（879年） 正月11日?：止美濃権守[23]。9月：蔵人頭辞任
- 元慶4年（880年） 2月21日：勘解由長官、式部大輔如元[5]
- 元慶5年（880年） 2月10日：右大弁、勘解由長官如元[5]
- 元慶8年（884年） 2月23日：従四位上。5月26日：兼文章博士。12月5日：参議
- 仁和2年（886年） 6月13日：左大弁
- 仁和3年（887年） 11月17日：正四位下[5]
- 仁和4年（888年） 2月10日：兼近江守侍従[5]。11月25日：正四位上[5]
- 寛平2年（890年） 5月16日：卒去（参議正四位上兼行左大弁）、贈従三位・中納言

## 系譜
- 父：橘峯範
- 母：藤原末永の娘
- 妻：雄風王[24]（万多親王の第四皇子）、博風王[25]、雅風王または惟風王[5]の娘
  - 男子：橘公廉
  - 男子：橘公材
  - 男子：橘公頼（877-941）
- 生母不明の子女
  - 男子：橘公統（?-929）
  - 男子：橘公緒
  - 男子：橘公胤
  - 男子：橘公彦
  - 女子：橘義子 - 宇多天皇女御